# Kai Schächtele

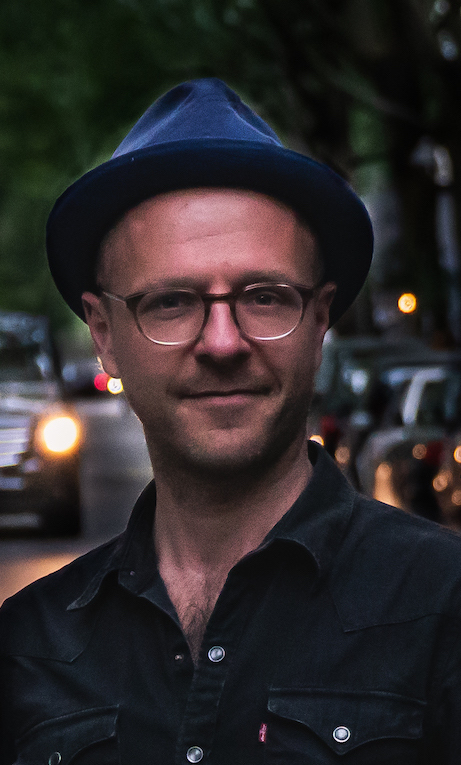
Kai Schächtele im Mai 2019

Kai Schächtele (* 1974 in Sindelfingen) ist ein deutscher Journalist und Autor.

## Leben
Kai Schächtele wurde 1974 in Sindelfingen geboren und wuchs in Lützelburg (Bayern) auf. Er absolvierte eine Ausbildung an der Deutschen Journalistenschule, studierte Journalistik an der Ludwig-Maximilians-Universität in München und arbeitete als Reporter bei Dasding, SWR3, Antenne Bayern und Zündfunk (BR). Von 2003 bis 2004 war er Redakteur von GQ – Gentlemen’s Quarterly, anschließend von 2005 bis 2006 stellvertretender Chefredakteur des im Mai 2007 eingestellten Fußball-Magazins Player. Für Architectural Digest (2007–08) und Vanity Fair arbeitete er als freier Textchef, dazu war er Autor für brand eins und Neon. 2008 initiierte er mit Felix Zimmermann den Journalistenverband Freischreiber und war anschließend als Vorstand tätig.

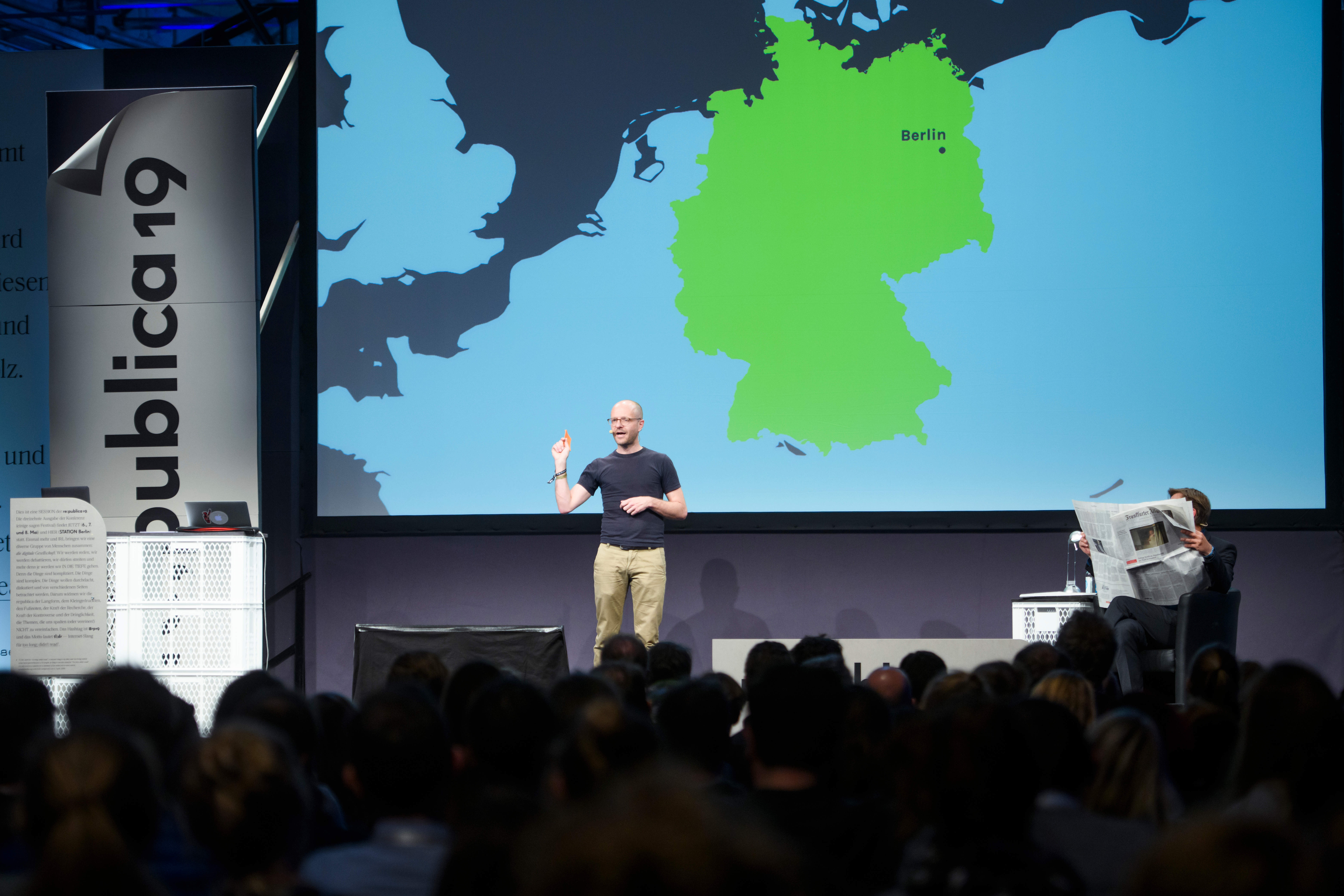
Schächtele präsentiert die Klimashow vollehalle bei der re:publica 2019

Sein Blog wintermaerchen2010 zur Fußball-Weltmeisterschaft 2010 wurde für den Grimme Online Award 2011 nominiert. 2015 berichtete er mit mehreren Kollegen von der UN-Klimakonferenz in Paris, auf der das Übereinkommen von Paris verabschiedet wurde. Das Projekt wurde für den Grimme Online Award 2016 und den Goldene Kamera Digital Award 2017 nominiert. 2017 begann er mit Martin Oetting die Klimashow vollehalle, die mit einer „Mischung aus Theater, Dokumentarfilm und politischer Redekunst“ für den Klimaschutz mobilisieren möchte.
2006 brachte er mit Anja Jeschonneck einen Marco Polo Reiseführer über Kapstadt heraus. 2008 veröffentlichte er mit Stefan Adrian das Buch Immer wieder – nimmer wieder über das „Schicksal des österreichischen Fußballs“. 2010 übernahm er die Redaktion des Buchs Du packst es! Wie du schaffst, was du willst von Oliver Kahn. 2011 erschien ein Buch mit und über Karl Rabeder, der Unternehmen, Villa und Reichtum aufgab um etwas zu tun, was sinnstiftend sei. 2012 veröffentlichte er mit dem Buch Ich lenke, also bin ich: Bekenntnisse eines überzeugten Radfahrers ein Plädoyer für das Fahrrad. 2013 porträtierte er mit dem Hamburger Fotografen Thomas Duffé im Kochbuch Kombüsengold 32 Schiffsköche aus aller Welt.

## Bücher
- Kombüsengold: 32 Rezepte und Herdgeschichten von See. Ankerherz-Verlag, Hollenstedt 2013, ISBN 978-3-940138-45-3.
- mit Anja Jeschonneck: Cape Town. Marco Polo Travel, Basingstoke 2013, ISBN 978-3-8297-0703-9.
- Ich lenke, also bin ich: Bekenntnisse eines überzeugten Radfahrers. Heyne, München 2012, ISBN 978-3-453-60183-3.
- mit Karl Rabeder: Wer nichts hat, kann alles geben: wie ich meine Reichtümer gegen den Sinn des Lebens eintauschte. Ludwig, München 2011, ISBN 978-3-453-28023-6.
- mit Stefan Adrian: Immer wieder nimmer wieder: Vom Schicksal des österreichischen Fußballs. Kiepenheuer & Witsch, Köln 2017 (1. Auflage 2008), ISBN 978-3-462-40095-3.
- mit Anja Jeschonneck: Marco Polo Reiseführer Kapstadt. 7. Auflage, MairDuMont, Ostfildern 2019 (1. Auflage 2006), ISBN 978-3-8297-2795-2.